# Notruf täglich
Notruf täglich war eine Reality-TV-Sendung bei RTL. Sie entstand als Ableger der Sendung Notruf mit Hans Meiser und wurde vom Produktionsunternehmen CreaTV entwickelt. Wie bei der Schwestersendung wurden bei Notruf täglich Unfälle und Rettungseinsätze mit den Originalpersonen an den Originalplätzen nachgespielt. Außerdem wurden bei Notruf täglich auf Deutsch synchronisierte Beiträge aus Rescue 911, dem amerikanischen Vorbild, gezeigt.
Notruf täglich wurde am 15. April 1998 zum ersten Mal ausgestrahlt. Die halbstündige Sendung lief zunächst von Montag bis Freitag zur Mittagszeit und ab 2001 im Frühstücksfernsehen. 2001 wurde die Serie eingestellt.